# Lila T. Abaunza
Lila Teresita Abaunza Abaunza de Bolaños (29 tháng 1 năm 1929 - 17 tháng 7 năm 2008) là Đệ nhất Phu nhân Nicaragua từ năm 2002 đến năm 2007 và là vợ của cựu Tổng thống Nicaragua, Enrique Bolaños. Bà cũng được chú ý vì công việc từ thiện của mình.

## Tiểu sử
Abaunza được sinh ra ở Masaya, Nicaragua, thành viên của một gia đình uy tín. Cha bà là Alexander Abaunza Espinoza, Chủ tịch Quốc hội Nicaragua và Bộ trưởng Công cộng và Nông nghiệp ở Partido Liberal, con trai của Carlos Abaunza Cuadra và vợ Dolores Espinoza .... Mẹ bà là vợ và người em họ đầu tiên Esmeralda Abaunza Solórzano, con gái của Fernando Abaunza Cuadra và vợ Marina Solórzano Vasconcelos, con gái của Enrique Solórzano Cardoze và vợ Luz Vasconcelos ..., cả hai đều gốc Bồ Đào Nha, và ông là con trai của Ramón Solórzano Montealegre và vợ thứ hai Mónica Cardoze ..., người vợ đầu tiên của ông Juana Reyes Robira đã có Federico Solórzano Reyes, kết hôn với Rosa Gutiérrez ..., cha mẹ của Carlos José Solórzano, 58 tổng thống Nicaragua.
Bà là một người họ hàng của cha mẹ Justo Abaunza, Chủ tịch thứ 25 và 27 của Nicaragua, của Fernando Guzmán, Tổng thống thứ 37 của Nicaragua và bởi cha mẹ của José Vicente Cuadra, Tổng thống thứ 38 của Nicaragua.
Abaunza học tại trường Cao đẳng La Asunción ở Managua và Công viên Menlo Preparatory Menlo ở California, Hoa Kỳ.
Năm 1949, bà kết hôn với Enrique Bolaños, con trai của ông Nicolás Bolaños và Geyer Abaunza. Năm người con của họ là Enrique José, Lucía Amanda, Jorge Alejandro (đã mất, 2005), Javier Gregorio (đã qua đời, 2007) và Alberto (mất năm 1972). Lila de Bolaños đã dành phần lớn cuộc đời của mình để thực hiện công việc từ thiện và giúp người nghèo và nghèo khổ. Là vợ của Tổng thống, bà đã đóng góp để hỗ trợ trong bệnh viện, thăm viện tị nạn cũ, hỗ trợ y tế và vận động để khôi phục lại các tòa nhà cũ, đặc biệt là những người bị phá hủy bởi thiên tai như Cơn bão Mitch. Bà ấy đã làm việc nhiều với người khuyết tật.
Trong tháng 6 năm 2008 bà đã được chuyển đi bằng đường hàng không từ Miami tới nhà bà ở El Raizón khoảng 22 dặm bên ngoài Masaya sau khi trải qua một sự suy giảm nghiêm trọng trong sức khỏe. Trong thời gian này, bà đã bị đau nhiều và qua đời vào ngày 17 tháng 7 năm 2008 sau khi bị bệnh khoảng bảy tuần. Lễ tang của bà diễn ra vào ngày 19 tháng 7 và bà được chôn cất tại lăng mộ gia đình Bolaños ở Masaya.